# Saté
Con il nome di saté (in indonesiano; oppure satay in malese) si indica una pietanza di origine Indonesiana e diffusa in Malaysia, Thailandia e altri paesi. Ne esistono decine di varietà e versioni, a seconda della zona, e si differenziano sia per il tipo di carne utilizzata, sia per la salsa che l'accompagna.

## Caratteristiche
Si tratta di piccoli pezzi di pollo, manzo o altre carni brasati e infilzati in spiedini, solitamente accompagnati da cetrioli, riso, cipolle e da una delle varietà della famosa salsa saté, di cui la Sate Padang è forse la più nota in occidente.

## Diffusione

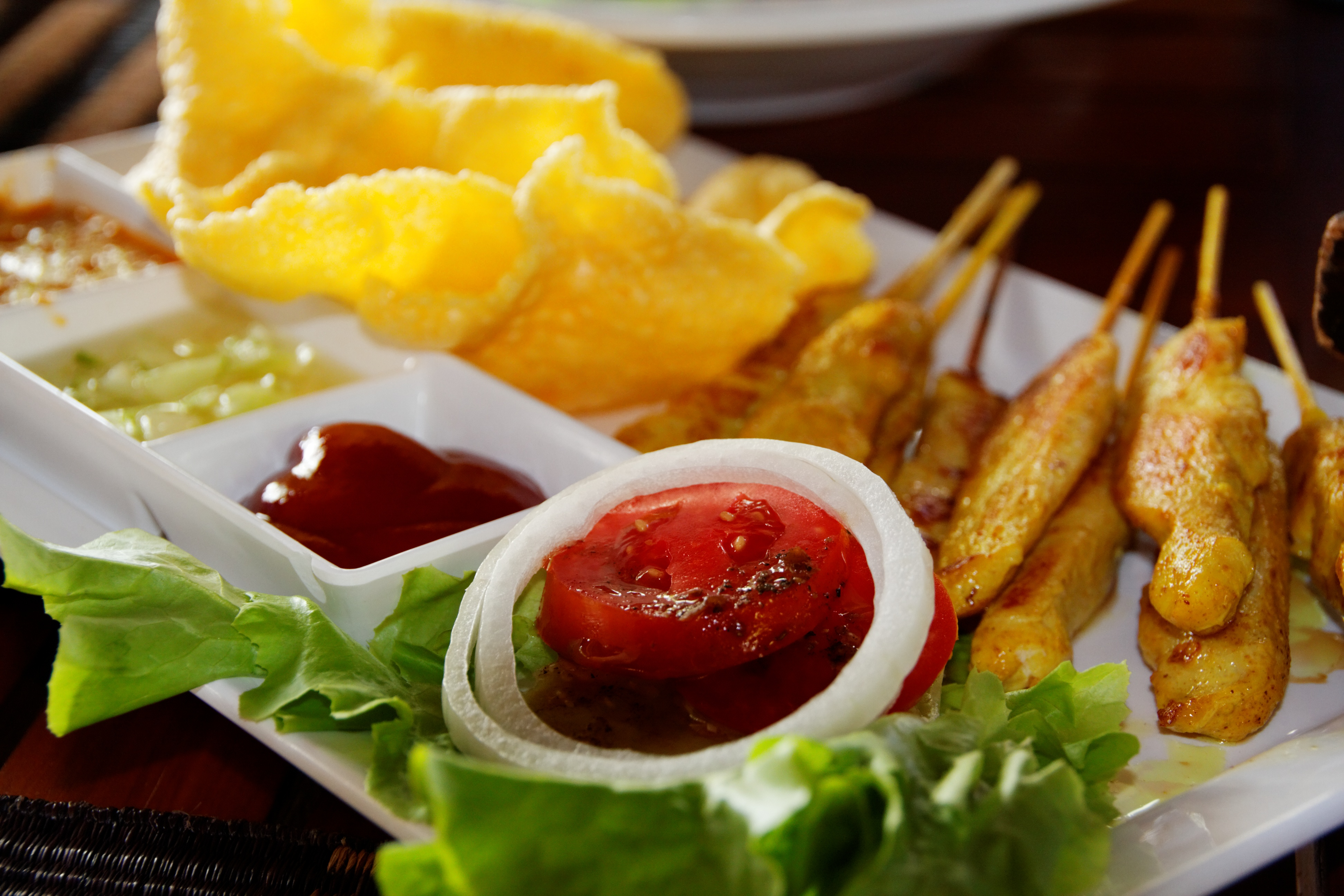
Satay tailandese di pollo

A seguito della colonizzazione dell'Indonesia da parte dei Paesi Bassi, questo piatto si è diffuso anche nei Paesi Bassi, dove è molto facile trovarlo in ristoranti e pub, solitamente insieme a delle patate fritte.